# Koppány Tibor
Koppány Tibor (Kaposvár, 1928. október 11. – Budapest, 2016. január 30.) Ybl-díjas és Széchenyi-díjas magyar építész, a magyar műemlékvédelem 20. századi gyakorlatának útmutató alakja, számos hazai védett épület helyreállításának tervezője.

## Életpályája
1947-ben érettségizett a Veszprémi Kegyesrendi Római Katolikus Gimnáziumban, majd a budapesti Műegyetem építészkarán tanult tovább 1951-es diplomázásáig, olyan oktatókkal, mint Friedrich Lóránd, Csányi Károly, Rados Jenő, Dümmerling Ödön vagy Pogány Frigyes. Diplomázás után a sümegi Építőipari Technikum tanára lett. „Már az egyetemi évek alatt az építész szakma történeti vonala felé igyekeztem húzódni, mert legjobban az érdekelt, de az ötvenes évek szelleme nem tette lehetővé, hogy ebben a témakörben helyezkedjem el” – írta magáról 1987-ben. 1956-tól két éven át a Győri Tervező Iroda Műemléki Csoportjának tervezője, első komoly munkája a sümegi vár helyreállítása lesz. Emellett soproni és győri műemlék házakkal foglalkozik.
1959-ben a szerveződő Országos Műemléki Felügyelőség munkatársa lett, itt dolgozott nyugdíjba vonulásáig, előbb a balatoni körzet előadójaként, majd 1961-től a Tervezési Osztály építésze, műteremvezetője és osztályvezető helyettese. Publikációinak és önálló köteteinek száma meghaladja a százat.
1978-ban Ybl Miklós-díjat kapott „a magyar műemlékvédelem területén kifejtett két évtizedes kiemelkedő tevékenysége elismeréseként”. 1992-től a Budapesti Műszaki és Gazdaságtudományi Egyetem címzetes egyetemi docense. 2010-ben Széchenyi-díjat kapott.

## Fontosabb építészeti és műemlékvédelmi munkái
Mind elméleti, mind gyakorlati munkásságának fókuszában a magyarországi vár- és kastélyépítészet állt, pályájának korábbi szakaszán elsősorban a középkori, majd az újkori időszakkal foglalkozott. A hazai műemléki helyreállítások meghatározó mestere, az építéstörténeti feltárások metódusainak egyik megalapozója; emellett az elsők közé tartozott, akik tájépítészeti kooperációt igényeltek a műemléki munkákhoz. Dolgozott többek között a zalaszántói templom, a mátraverebélyi templom, a pápoci román kori kápolna, a mihályi Dőry-kastély, a gyöngyöspatai templom, az ösküi kerektemplom, a veszprémi érseki palota, a soproni Storno-ház helyreállításán. Az általa helyreállított középkori romok között említendő a felső- és kisdörgicsei templomrom, a nagyvázsonyi pálos kolostor és templom, az Erdei Ferenccel közösen helyreállított veszprémi szent György kápolna, valamint számos Balaton-felvidéki templomrom. Irányította Kereki, Boldogkő és Csesznek várainak helyreállítását; 1967-től ő vezette az esztergomi királyi palota romjainak kutatását és rekonstrukcióját is.
Elméleti kutatásainak fókuszpontja a 16-17. századi magyarországi építészet. Feldolgozta a Batthyány család építkezéseit, foglalkozott a Zichy- és a Nádasdy család építtető tevékenységével is. Kandidátusi értekezését „Építési gyakorlat a 17. századi Magyarországon a tervezéstől a megvalósításig” címmel írta és védte meg 1994-ben. Emellett 1982-től dolgozott a Veszprém megyei műemléki topográfián is.

## Fontosabb szakirodalmi munkái
- Csesznek vára. Képzőművészeti Alap Kiadóvállalata, Budapest, 1962
- Keszthely. Képzőművészeti Alap Kiadóvállalata, Budapest, 1962
- A Balaton-felvidék románkori templomai. A Veszprém Megyei Múzeumok Közleményei, 1. Veszprém, 1963. 81-114. o.
- A castellumtól a kastélyig. A magyarországi kastélyépítés kezdetei. Művészettörténeti Értesítő, 23. 1974. 4. 285-299. o.
- Csobánc. Pannónia Könyvkiadó, Budapest, 1965
- Sümeg. Panoráma, Budapest, 1984
- Körmend városának építéstörténete. Körmend, 1986
- Sümeg. Győr, 1987
- Devecser, Esterházy-kastély. Tájak, korok, múzeumok kiskönyvtára. Budapest, 1992
- A Balaton környékének műemlékei. Országos Műemlékvédelmi Hivatal, Budapest, 1993
- Várak és kastélyok Magyarországon a 11-19. században. Az Országos Műemlékvédelmi Hivatal kiállítása, katalógus. Országos Műemlékvédelmi Hivatal, Budapest, 1995
- A magyarországi végvárak építészeti szervezete a XVI-XVII. században. In: Petercsák Tivadar (szerk.): Hagyomány és korszerűség a XVI-XVII. században : [végvári konferencia előadásai : Noszvaj. 1995. október 12-13.]. Heves Megyei Múzeumi Szervezet, Eger, 1997. 153-177. o.
- Zalaszántó, római katolikus templom. Tájak, korok, múzeumok kiskönyvtára. Budapest, 1999
- Taliándörögd, műemlékek. Tájak, korok, múzeumok kiskönyvtára. Budapest, 1999
- A középkori Magyarország kastélyai. Akadémia Kiadó, Budapest, 1999
- A Séd-völgy református templomai. Tájak, korok, múzeumok kiskönyvtára. Budapest, 2000
- Öskü, műemlékek. Tájak, korok, múzeumok kiskönyvtára. Budapest, 2000
- Mátraverebély, római katolikus templom. Tájak, korok, múzeumok kiskönyvtára. Budapest, 2000
- Somlószőlős, plébániatemplom. Tájak, korok, múzeumok kiskönyvtára. Budapest, 2000
- A castellumtól a kastélyig : tanulmányok a magyarországi kastélyépítés történetéből. Históriaantik Könyvesház, Budapest, 2006
- Dercsényi Balázs, Kaiser Ottó,  Magyar Várak. Officina '96 Kiadó, Budapest, 2006
- Kastélyok a végvárak mögött. Késő reneszánsz és kora barokk kastélyépítészet a 16-17. századi Dunántúlon; Balassi, Bp., 2014

## Díjai, elismerései
- Ybl Miklós-díj (1978)
- Magyar Műemlékvédelemért plakett (1988)
- Rómer Flóris-díj (1995)
- Möller István Emlékérem (2005)
- Széchenyi-díj (2010)